# Gießen
Gießen /gi:sən/  è una città di 94 146 abitanti dell'Assia, in Germania. È capoluogo del distretto governativo (Regierungsbezirk) omonimo, e del circondario (Landkreis) omonimo (targa GI).
Gießen si fregia del titolo di "Città con status speciale" (Sonderstatusstadt), ed è inoltre sede di un'importante università, di un'università tecnica (Technische Hochschule) e di un istituto superiore di teologia (Freie Theologische Hochschule Gießen). Si trova a circa 50 km a nord di Francoforte sul Meno sul fiume Lahn, che divide la città in due parti.

## Geografia fisica

### Territorio

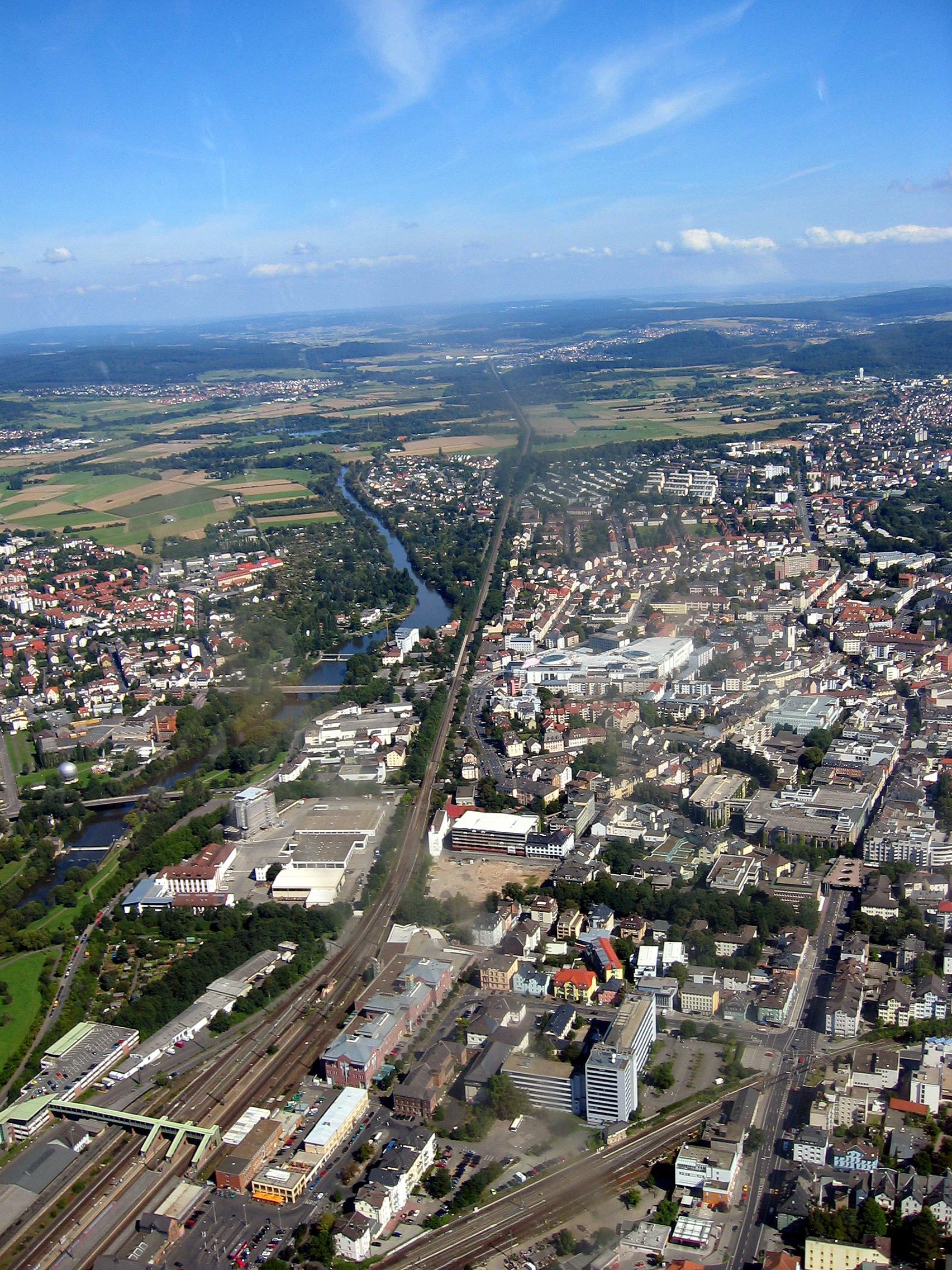
Panoramica cittadina con il corso del fiume Lahn a sinistra

Gießen sorge lungo il corso del fiume Lahn, nel punto dove cambia il suo corso da sud a ovest, in uno dei rari allargamenti della valle ad esso relativa. Provenendo da nord, il Lahn scorre da Marburgo attraverso la valle del Lahn verso la città. Le pendici del Gladenbacher Bergland occupano il settore nord-ovest del territorio cittadino. Di fronte a questo si trova il Gleiberger Land con i castelli di Gleiberg e Vetzberg ed il Dünsberg, che con i suoi 498 metri è la vetta più alta dell'area di Gießen. A ovest, la valle del Lahn si apre fino a Lahnau - Atzbach. In quest'area sono presenti diversi depositi di ghiaia dove sono stati istituiti anche dei parchi turistici e di divertimento.
Le città più grandi vicino a Gießen sono i due centri regionali di Wetzlar (a 12 km) e Marburg (a 30 km), entrambi posti lungo il corso del fiume Lahn, così come Siegen in Vestfalia (75 km), Fulda (80 km), Butzbach (18 km) e Francoforte sul Meno (65 km).

### Clima
La città di Gießen ha il clima umido e temperato tipico della Germania. Il mese più freddo è gennaio con temperature minime attorno a -1 °C, mentre luglio è il più caldo con 18,2 °C. All'inizio della primavera il clima è generalmente secco. Il mese con meno precipitazioni è marzo con 31 mm di precipitazioni. Rispetto ad altre zone dell'Assia, Gießen è la più secca a marzo (Francoforte/Meno: 51 mm, Fulda: 48 mm, Kassel: 51 mm, Marburg/Lahn: 56 mm, Darmstadt: 49 mm). Il mese più piovoso è giugno con 66 mm di pioggia, comunque in fascia più bassa rispetto ad altri luoghi dell'Assia (Francoforte/Meno: 70 mm, Fulda: 73 mm, Kassel: 79 mm, Marburg/Lahn: 66 mm, Darmstadt: 74 mm). Anche le precipitazioni annuali sono relativamente basse.
| GIEẞEN                             | Mesi | Mesi | Mesi | Mesi | Mesi | Mesi | Mesi | Mesi | Mesi | Mesi | Mesi | Mesi | Stagioni | Stagioni | Stagioni | Stagioni | Anno  |
| GIEẞEN                             | Gen  | Feb  | Mar  | Apr  | Mag  | Giu  | Lug  | Ago  | Set  | Ott  | Nov  | Dic  | Inv      | Pri      | Est      | Aut      | Anno  |
| ---------------------------------- | ---- | ---- | ---- | ---- | ---- | ---- | ---- | ---- | ---- | ---- | ---- | ---- | -------- | -------- | -------- | -------- | ----- |
| T. max. media (°C)                 | 4,4  | 6,8  | 10,4 | 15,4 | 19,4 | 24,1 | 26,1 | 25,3 | 20,6 | 14,4 | 8,4  | 6,1  | 5,8      | 15,1     | 25,2     | 14,5     | 15,1  |
| T. min. media (°C)                 | −1   | −0,6 | 1,1  | 3,3  | 7,2  | 11,7 | 13,0 | 12,6 | 8,8  | 5,9  | 2,5  | 1,2  | −0,1     | 3,9      | 12,4     | 5,7      | 5,5   |
| Precipitazioni (mm)                | 34,3 | 31,4 | 32,2 | 22,6 | 34,8 | 35,7 | 37,0 | 47,9 | 28,5 | 20,5 | 38,0 | 38,7 | 104,4    | 89,6     | 120,6    | 87,0     | 401,6 |
| Umidità relativa media (%)         | 84   | 80   | 75   | 69   | 68   | 69   | 68   | 71   | 77   | 82   | 85   | 85   | 83       | 70,7     | 69,3     | 81,3     | 76,1  |
| Eliofania assoluta (ore al giorno) | 1,3  | 2,8  | 4,3  | 6,9  | 6,9  | 7,6  | 7,7  | 7,2  | 5,5  | 3,0  | 1,3  | 0,9  | 1,7      | 6,0      | 7,5      | 3,3      | 4,6   |

## Geografia politica

### Suddivisione amministrativa
La città di Gießen si divide in 6 zone, corrispondenti all'area urbana e a 5 frazioni (Stadtteil):
- Gießen (area urbana)
- Allendorf/Lahn
- Kleinlinden
- Lützellinden
- Rödgen
- Wieseck

## Storia

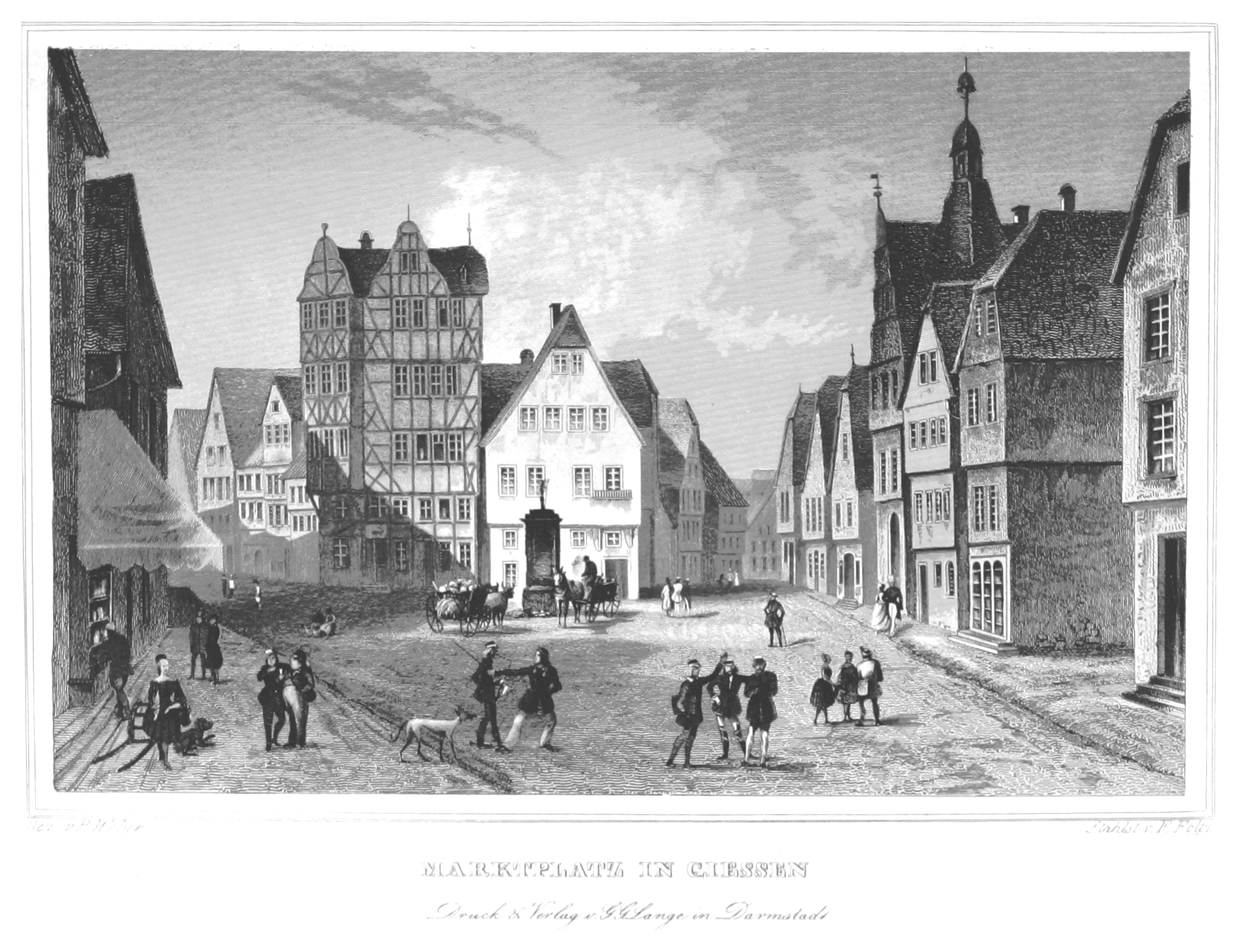
L'antica piazza del mercato di Gießen in un'incisione del 1840

Le prime tracce di una comunità nella zona risalgono al 775, e corrispondono all'odierno sobborgo di Wieseck. Nel 1152 il conte Wilhelm von Gleiberg vi costruì un castello con fossato. La prima menzione documentale della cittadina, ad ogni modo, risale al 1197. Nel 1248 Gießen viene per la prima volta attestata col titolo di città. Nel 1264 il conte Ulrico I von Asperg della casata dei conti palatini di Tubinga, vendette Gießen al Langraviato d'Assia, che fece edificare l'attuale "castello vecchio" attorno al 1300. La nuova città venne fondata intorno al 1325. Dal 1370 a Gießen è attestata la presenza di un sindaco e di un consiglio cittadino. Il vecchio municipio sulla piazza del mercato, distrutto nel 1944, era stato costruito intorno al 1450 come simbolo del potere civico, e la chiesa parrocchiale nel 1484. Nel 1442 Gießen ricevette il diritto di tenere un mercato settimanale. Intorno al 1535, per volontà del langravio Filippo il Magnanimo, la città venne fortificata.
Nel 1567 la città entrò a far parte del langraviato di Assia-Marburgo e successivamente nel principato di Assia-Darmstadt nel 1604. La famosa Università risale al 1605, fondata come Università luterana da Ludovico V di Assia-Darmstadt ed approvata poi dall'imperatore Rodolfo II nel 1607. Due anni più tardi venne inaugurato uno splendido giardino botanico, uno dei più antichi della Germania a trovarsi ancora oggi attivo e nella posizione originaria. Nel 1634/35 una grave epidemia di peste decimò la popolazione della città e gli abitanti vennero nuovamente colpiti nel XVIII secolo da guerre e devastazioni.

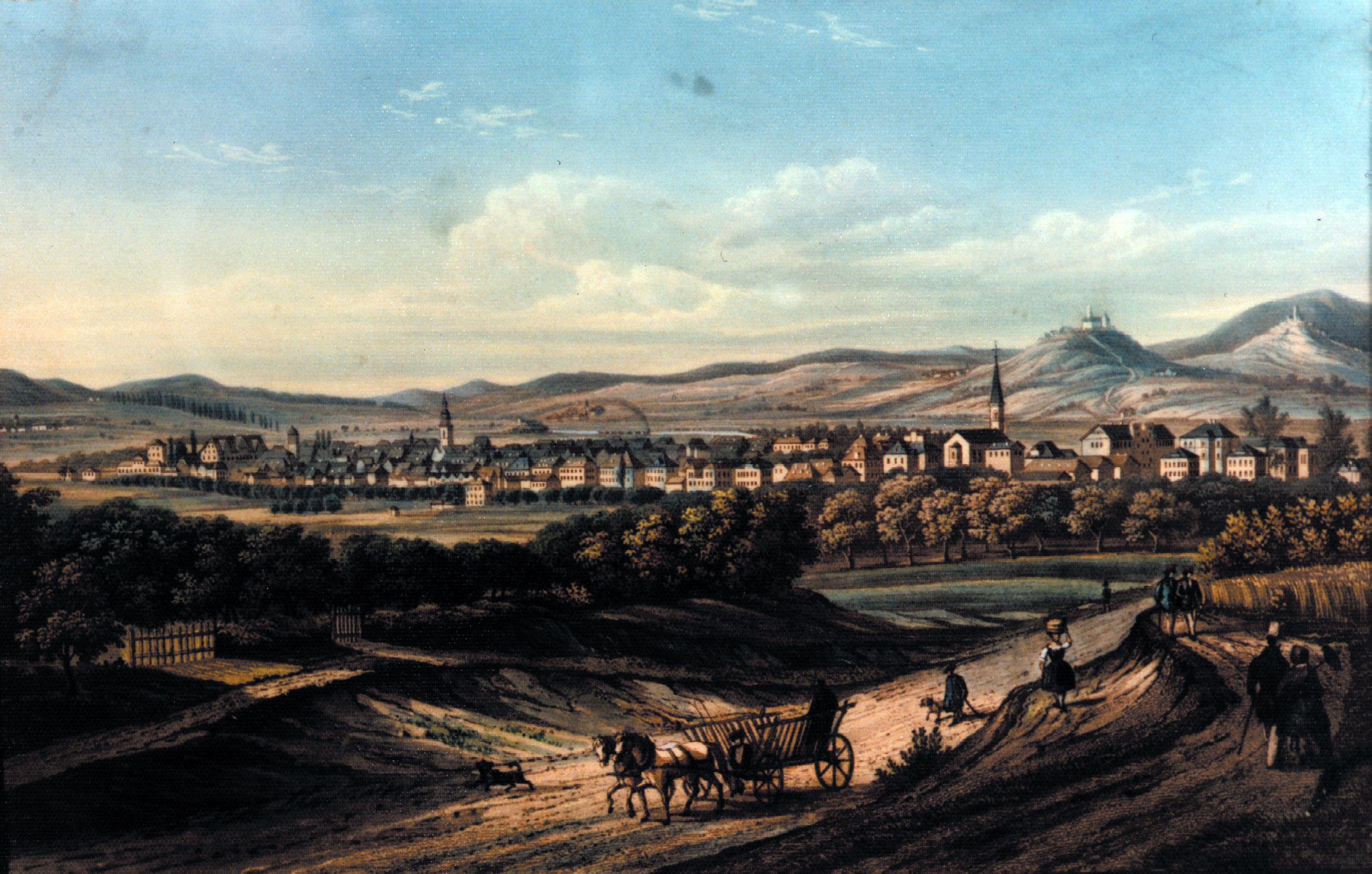
Giessen in una raffigurazione d'inizio Ottocento

Nel 1803 Gießen divenne la capitale della nuova provincia dell'Alta Assia nel Granducato d'Assia. Negli anni seguenti furono demolite le fortificazioni cittadine e al loro posto furono disposti degli spazi verdi nei bastioni. Dal 1824 al 1852 Justus Liebig insegnò all'Università di Gießen, la quale venne a lui dedicata nel secondo dopoguerra. Il 14 gennaio 1838 venne fondata la "Scuola di Disegno Tecnico", antesignana dell'odierna TH Mittelhessen (THM).
Nell'anno rivoluzionario del 1848 vi furono dei disordini anche a Gießen nei quali finì ucciso uno studente dell'università. August Becker iniziò proprio a Gießen la pubblicazione del quotidiano democratico radicale "Jüngster Tag". Nel 1849 la città venne collegata alla rete ferroviaria tedesca con l'apertura della ferrovia Main-Weser (poi Francoforte-Kassel). Nel 1862 seguì la linea ferroviaria per Colonia e nel 1864 il collegamento con la valle del Lahn, Wetzlar e Coblenza. Dal 1860 circa, soprattutto durante il mandato del sindaco August Bramm (1875–1889), la città si espanse per la prima volta oltre gli storici bastioni.
Nel 1855 venne inaugurato il primo corpo dei vigili del fuoco locali e dodici anni dopo, a Gießen venne inaugurata una base militare per il 116º reggimento di fanteria. Nel 1870 venne aperta la ferrovia per Fulda, e nel 1872 quella per Gelnhausen. Dal 1879 al 1888, Wilhelm Conrad Roentgen insegnò all'Università di Gießen. Nel 1893 venne consacrata la chiesa più grande della città, l'evangelica Johanneskirche, a sud dell'abitato. Nel 1907 venne inaugurato il teatro comunale, su iniziativa degli stessi cittadini. Dal 1894 a Gießen era già stato inaugurato un primo sistema di trasporto pubblico locale, inizialmente tramite omnibus e dal 1909 con un tram elettrico.
Nel 1903 venne inaugurato il nuovo cimitero cittadino in forma comunale ed aconfessionale e l'anno successivo venne predisposto un nuovo sistema fognario.
Dopo la prima guerra mondiale e le disposizioni del Trattato di Versailles del 1919, Gießen divenne un luogo di notevole importanza militare perché si trovava appena fuori dall'area smilitarizzata. Per questo motivo negli anni '30 e '40, circa 467 ettari di terreno urbano furono ceduti all'esercito e all'aviazione a poco prezzo con l'intento di costruirvi degli avamposti e delle caserme per l'artiglieria (caserma Bleidorn, poi caserma Pendleton) e un'area di esercitazione. Nel 1936 venne inoltre costruito un primo ospedale militare che, rimasto intatto durante il secondo conflitto mondiale, venne riutilizzato anche successivamente sino al 1997.

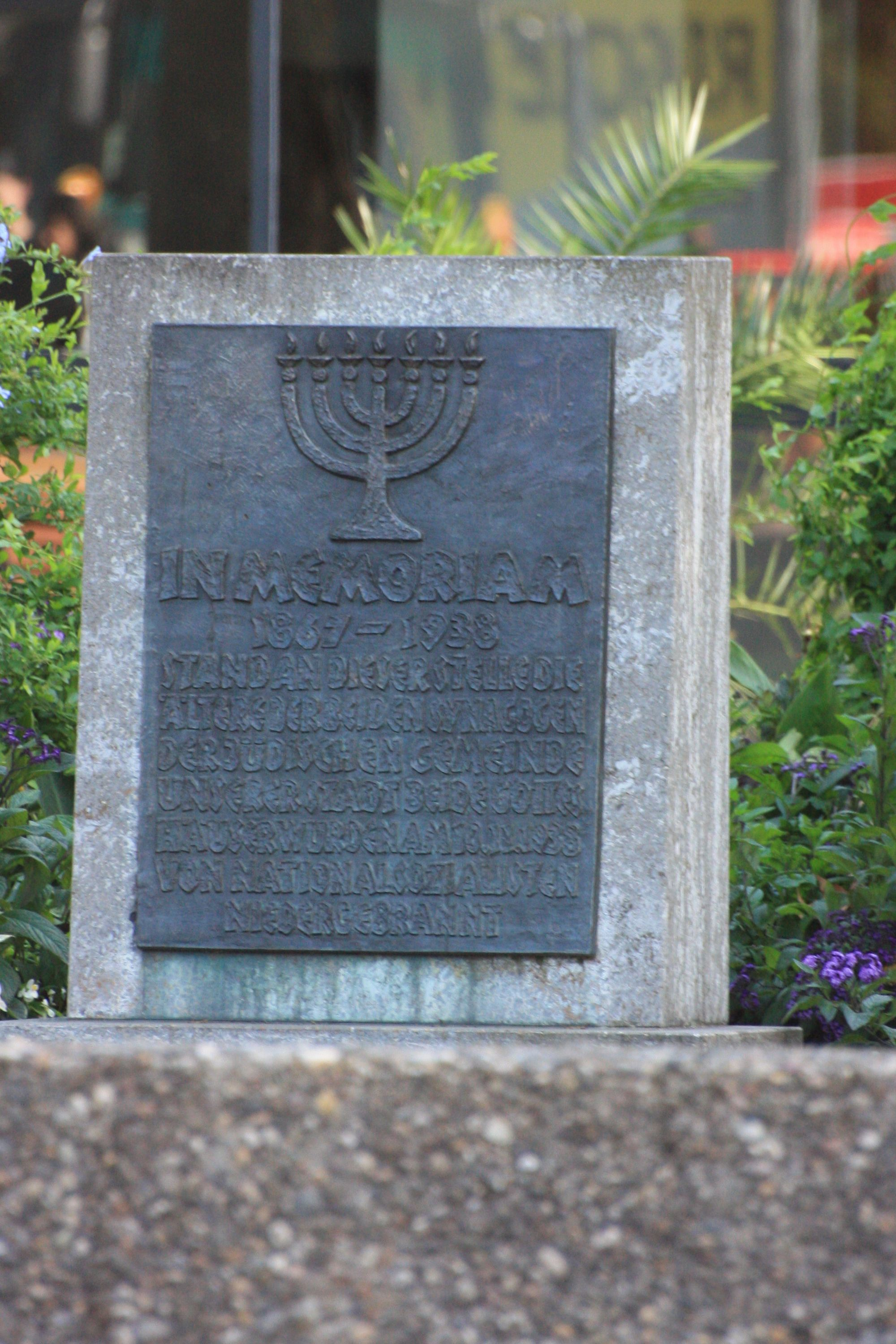
Lapide commemorativa sul sito dell'antica sinagoga ebraica di Gießen

Dal 1º novembre 1938, la città di Gießen incorporò i comuni vicini di Wieseck, Kleinlinden e Schiffenberg, portando così la propria popolazione a 42.000 individui secondo il censimento del 1939. In quello stesso anno, un pogrom andò a colpire la locale comunità ebraica, la cui sinagoga presente a Gießen venne rasa al suolo dai nazisti.
Durante la seconda guerra mondiale, la città di Gießen ospitò un sottocampo del campo di concentramento di Buchenwald e subì importanti danneggiamenti per via dei bombardamenti dell'aviazione statunitense tra il 6 ed il 7 dicembre 1944, perdendo il 75% del proprio patrimonio artistico e architettonico, incluso il 90% dei monumenti storici del centro cittadino. Nell'attacco morirono 390 persone ed altre 30.000 rimasero senza casa. Un nuovo attacco si verificò l'11 dicembre di quello stesso anno ad opera di una compagnia di Boeing B-17 che sganciò 731 tonnellate di bombe ad alto potenziale esplosivo e 1116 tonnellate di bombe incendiarie sulla città. Il 28 marzo 1945, l'arrivo delle truppe statunitensi pose fine alla guerra per Gießen. Di questo tragico periodo, rimane in città la presenza di otto rifugi antiaerei di tipo Winkel, il che fa di Gießen una delle città della Germania col maggior numero di questi manufatti. Dopo la fine delle ostilità, la città ospitò un campo di smistamento prigionieri diretto dalle forze armate statunitensi dell'United Nations Relief and Rehabilitation Administration, che giunse ad ospitare quasi 4000 persone recuperate dai campi di concentramento e di lavoro coatto nella zona, in attesa di essere liberate o rimpatriate. Il campo continuò a rimanere operativo anche molti anni dopo la fine della guerra come campo di assistenza per ex prigionieri e solo nel 2007 sono stati chiusi gli ultimi depositi dell'esercito americano nell'area.

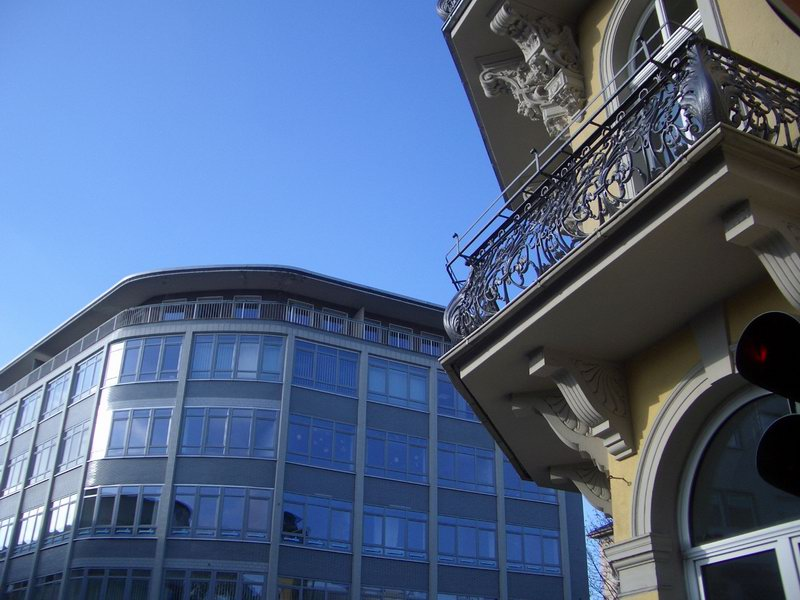
Contrasti a Gießen: a sinistra un edificio costruito negli anni '50, a destra un edificio di stile guglielmino di fine Ottocento

Dopo la guerra, nella città di Gießen venne avviato un lungo processo di ricostruzione dell'abitato basato sulla moderna pianificazione urbanistica: l'area del centro storico venne riunita in grandi unità, ampliate piazze e strade per far fronte alle nuove esigenze del traffico automobilistico e nel 1953 venne inaugurata la prima linea di filobus cittadini. Critiche pervennero per alcune speculazioni sulla ricostruzione, così come per a demolizione delle rovine dell'antico municipio che poteva a detta di alcuni essere ricostruito nelle forme originarie partendo da ciò che era rimasto. Al suo posto venne eretto un nuovo complesso nel 1961, demolito poi nel 2006. Oltre i bastioni cittadini venne costruito anche un grande anello stradale, il cosiddetto Gießener Ring.
Dal 1977 al 1979 Gießen fece parte della città di Lahn, con la città di Wetzlar e altri 13 comuni, tentativo di rinnovamento dell'amministrazione locale che però ebbe breve durata.

## Cultura

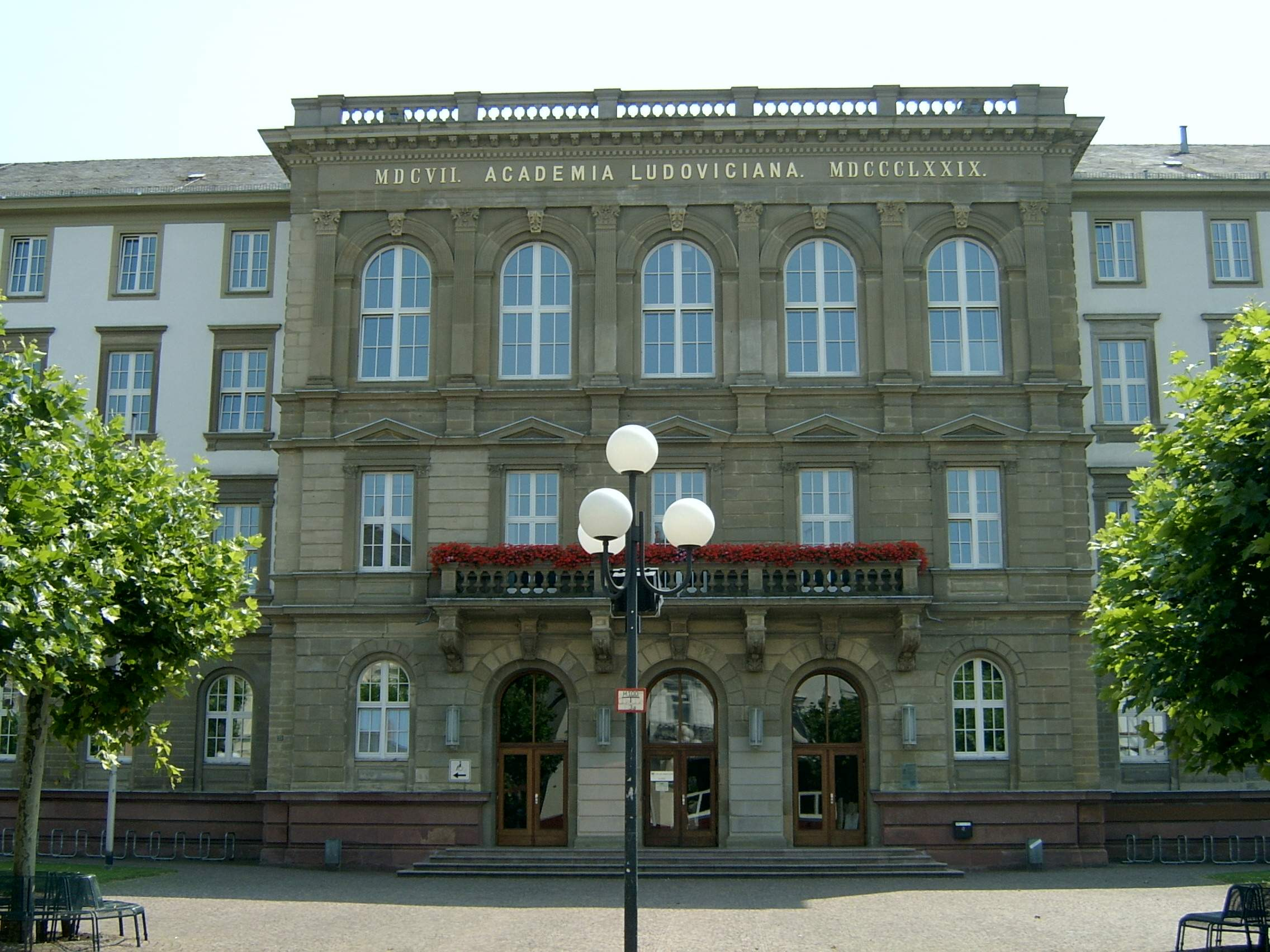
Il Rettorato dell'Università di Gießen

La città è sede di un'importante Università: fondata nel 1607 e con più di 26 000 studenti, l'Università Justus Liebig rende Gießen una città eminentemente universitaria. Presso l'Università di Gießen hanno insegnato scienziati come Röntgen e Langhans. L'Università porta il nome di Justus von Liebig, famoso chimico agrario. Il policlinico universitario UKGM, fuso dal 2005 con quello di Marburgo e privatizzato nel 2006, conta oltre 1190 letti nella sede di Gießen, e altri 1185 nella sede di Marburgo.
Altri istituti di formazione superiore sono la Technische Hochschule Mittelhessen (università di scienze applicate), la Freie Theologische Hochschule Gießen (istituto superiore di teologia) e altri istituti minori. Nella biblioteca cittadina si trova l'unico frammento conosciuto della Constitutio antoniniana.
La città è sede del collettivo di artisti 3Steps.

## Economia

### Industria

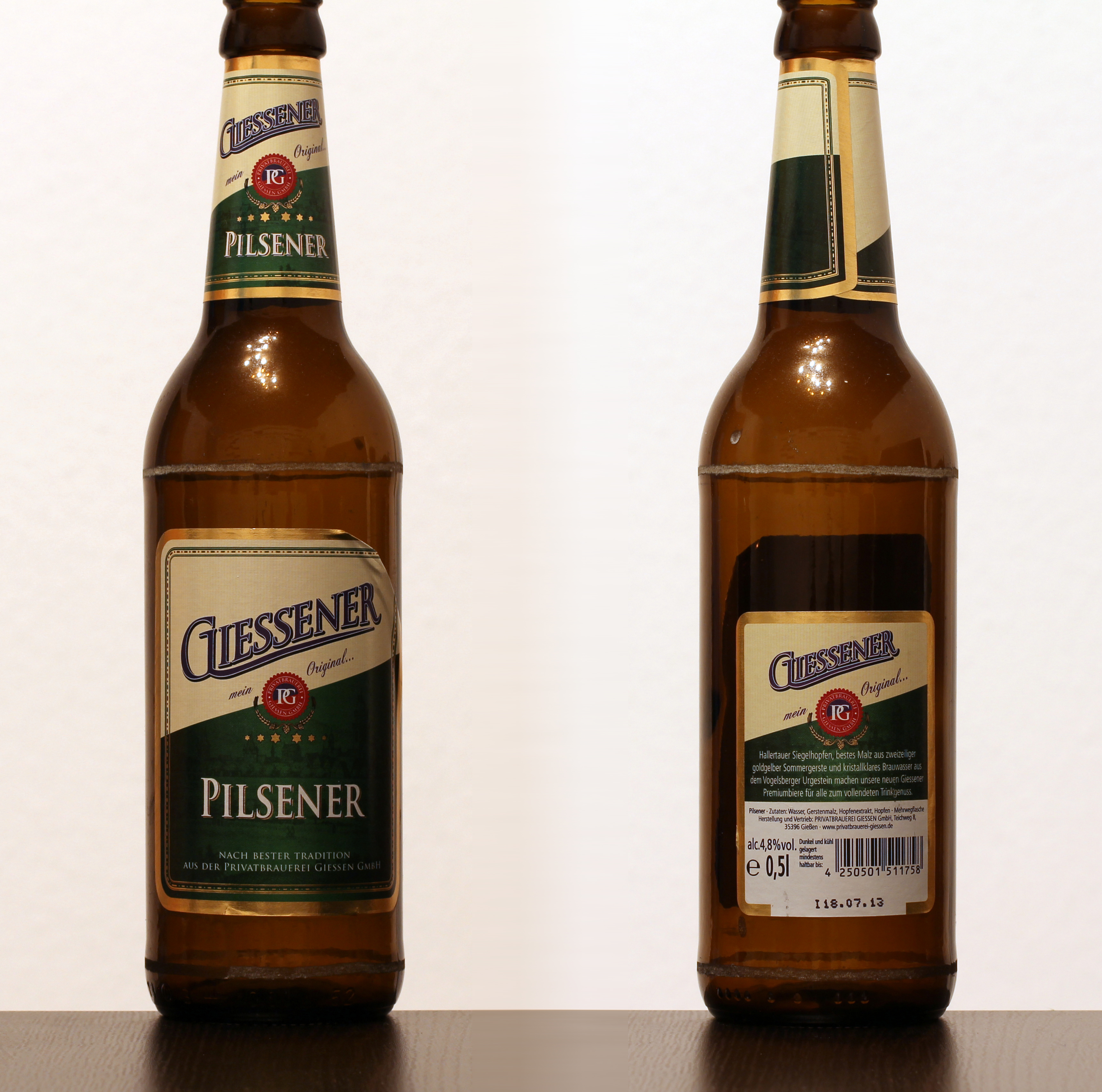
La Gießener Pilsner, una delle birre più note dell'area, prodotta a Gießen

Nella realtà industriale di Gießen, sono da annoverare diverse aziende. L'industria di maggior peso è indubbiamente la Gail che opera nel settore della ceramica e dell'argilla e produce prodotti per il tunnel del fiume Elba, per stadi, sale olimpiche, piscine e navette spaziali, realizzando anche parte delle strutture per le Olimpiadi estive del 2008 a Pechino.
In città è presente la piccola fabbrica di chitarre acustiche Lakewood che opera dal 1986 ed il birrificio Gießener Brauerei. Inoltre a 15 km da Gießen, precisamente nella cittadina di Lich, si trova il birrificio Licher, che produce una delle birre più vendute in tutta l'Assia.

## Cultura

### Università
Trattandosi di una piccola città universitaria, i tre istituti universitari di Gießen (la Justus-Liebig-Universität; la THM e la Freie Theologische Hochschule) assorbono gran parte della forza lavoro di Gießen, impiegando complessivamente oltre 6 000 persone.

### Turismo
Fra i siti d'interesse si annoverano l'Orto Botanico (il primo della Germania, fondato nel 1609 e con 7500 tipi di piante), il Museo Liebig, il Mathematikum (museo di scienze matematiche), il teatro comunale e gli edifici storici dell'Università Justus Liebig.

### Media
Gießen è una delle poche città tedesche con meno di 100.000 abitanti a disporre di ben due giornali quotidiani. Sia il Gießener Anzeiger, uno dei più antichi quotidiani in Germania ancora pubblicati (nacque nel 1750 col nome di Gießener Wochenblatt), sia il Gießener Allgemeine Zeitung (pubblicato dal 1946 al 1966 come Gießener Freie Presse) forniscono notizie alla popolazione. Gießen ospita anche il Gießener Zeitung, che fornisce gratuitamente a tutte le circa 38.000 famiglie della città informazioni da giornalisti per hobby due volte a settimana, così come il giornale pubblicitario Mittelhessische e la rivista della domenica mattina, che vengono pubblicati gratuitamente il mercoledì e la domenica.
La Hessischer Rundfunk mantiene il suo studio per la regione dell'Assia centrale nella città di Gießen e anche l'emittente privata dell'Assia Hitradio FFH e RTL Hessen hanno studi in città. C'è anche una stazione televisiva cittadina, l'Offener Kanal Gießen, che ha sede nell'Unterer Hardthof vicino all'ospedale evangelico.

## Società

### Evoluzione demografica
Abitanti censiti

## Amministrazione

### Gemellaggi
- Winchester, dal 1962
- Natanya, dal 1978
- Waterloo, dal 1981
- Metz, dal 1986
- Gödöllő, dal 1988
- Hradec Králové, dal 1990
- Ferrara, dal 1998

Gießen intrattiene "rapporti di cooperazione" (Kooperationspartnerschaft) con:
- Wenzhou, dal 2004

Gießen intrattiene rapporti di patronato (Patenschaft) con:
- ex circondario di Mohrungen in Prussia Orientale (oggi Morąg in Polonia), dal 1954
- Lufthansa Airbus A 340-300 "Gießen", dal 2002